# Salomea von Polen

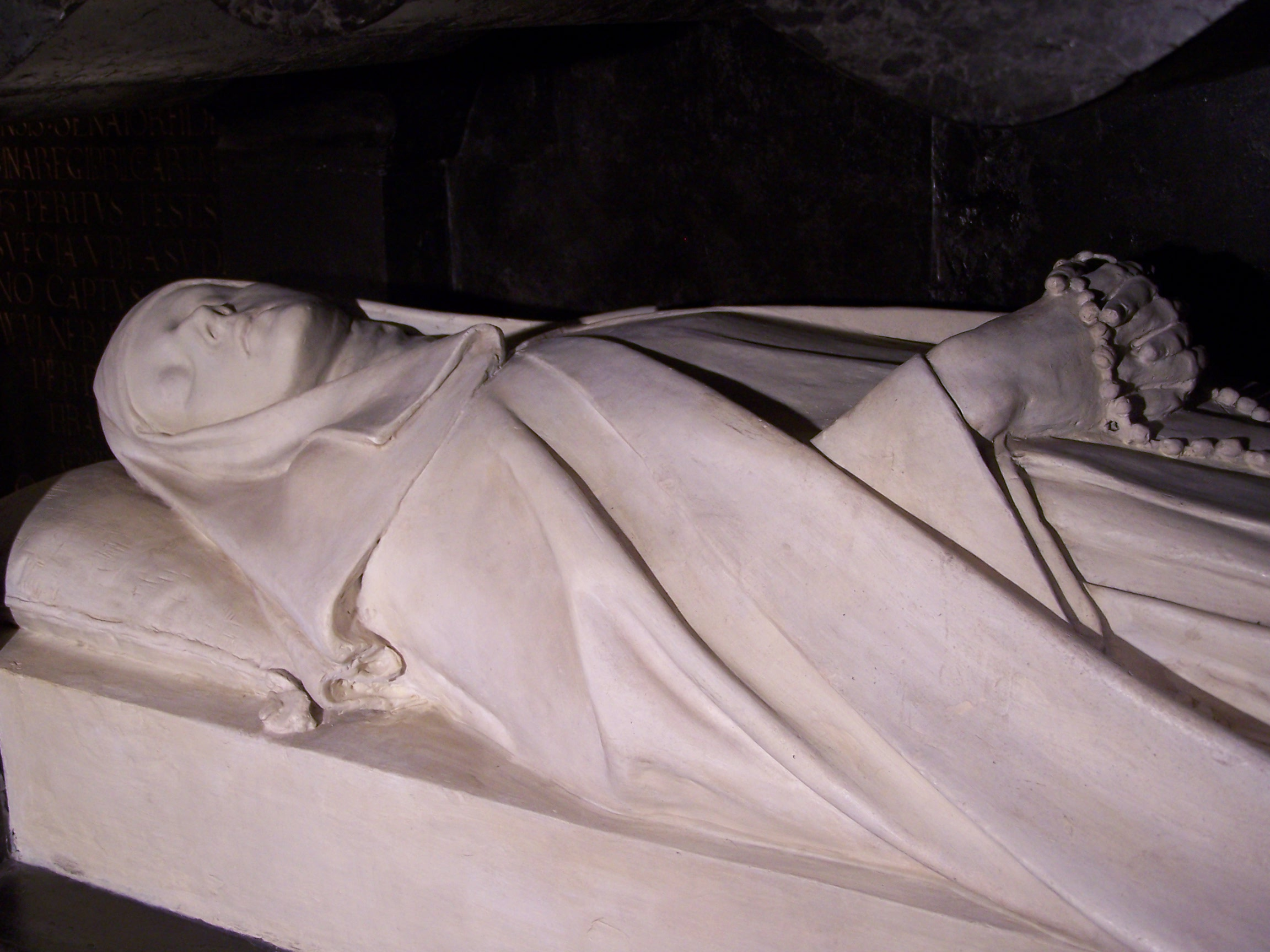
Grab

Salomea (* um 1211; † 17. November 1268) war eine polnische Prinzessin und ruthenische Fürstin sowie Selige. Sie entstammte dem Adelsgeschlecht der kleinpolnischen Piasten.

## Leben
Salomea war Tochter von Seniorherzog Leszek dem Weißen von Polen († 1227) und Gremislawa von Luzk aus der Dynastie der Rurikiden. Sie war die ältere Schwester des Seniorherzogs Bolesław des Schamhaften. Sie geriet 1219 zusammen mit ihrem Ehemann Koloman (Kálmán) in Gefangenschaft und ihre kurze Regierung in Galizien wurde beendet und die Eheleute kehrten nach Ungarn zurück und ließen sich in der Zips nieder. Ihr Ehemann starb 1241 in der Schlacht bei Muhi während des ersten Mongolensturms. Danach widmete sich Salomea der Förderung der Franziskaner in Polen. 1245 trat sie den Klarissinen bei und gründete das Kloster Zawichost. 1257 wurde das Kloster aufgrund der Mongolengefahr westwärts nach Skała bei Krakau verlegt. 1672 wurde sie selig gesprochen.

## Ehe und Familie
Sie heiratete im Kleinkindalter im Jahr 1215 Koloman, den Sohn des ungarischen Königs Andreas II. Die Ehe blieb kinderlos. Salomea ist in einer ihr gewidmeten Kapelle an der Krakauer Franziskanerbasilika bestattet.